# To Rock or Not to Be
 (novembre 2015).
Albums de Krokus
Stampede
(1995) Round 13
(1999)
To Rock or Not to Be est le douzième album du groupe de hard rock suisse Krokus. Il est sorti le 29 avril 1995 sur le label Phonag records et a été produit par Fernando Von Arb et Many Maurer.

## Historique
En 1994, Krokus se reforme dans une formation proche des années de succès, il ne manque que Chris Von Rohr remplacé ici par Many Maurer, pour une tournée intitulée "The Living Legend Tour". Les musiciens projettent d'enregistrer un nouvel album mais en prélude il enregistre un Ep dont le titre principal est la reprise de la chanson du groupe canadien Bachman-Turner Overdrive, You Ain't Seen Nothing Yet. Il sera complèté par deux titres enregistrés en public à Soleure le 3 février 1994, Down the Drain et Shy Kid et une version de You Ain't Seen Nothing Yet intitulée You Ain't Seen Nothing Yet (chesslete) comprenant un meddley de percussions suisse de deux minutes dans sa partie centrale.
Encouragés par les retours positifs à la suite de la sortie du Ep, le groupe investit à la fin de 1994 le Pink Tonstudios dont le propriétaire n'est autre qu'un ex-Krokus, Jürg Naegeli pour enregistrer son douzième album. Naegeli et Maurer enregistreront l'album, Von Arb et Maurer le produiront et Naegeli le mixa. Jürg Naegeli prendra aussi activement part à la composition, co-signant onze titres sur douze.
Cet album restera classé quinze semaines dans les charts suisses, atteignant une cinquième place et sera certifié disque d'or en juin 1995. Malgré cela et hors de la Suisse l'avenir pour la musique du groupe n'est pas brillante et le groupe se sépare une fois de plus.

## Liste des titres
| No  | Titre                           | Auteur                                                        | Durée |
| --- | ------------------------------- | ------------------------------------------------------------- | ----- |
| 1.  | Lion Heart                      | Fernando Von Arb, Marc Storace, Jürg Naegeli                  | 5:14  |
| 2.  | Flying Trough the Night         | Von Arb, Storace, Many Maurer, Naegeli                        | 3:55  |
| 3.  | To Rock or Not to Be            | Von Arb, Storace, Naegeli                                     | 3:23  |
| 4.  | In the Dead of Night            | Von Arb, Storace, Maurer                                      | 5:06  |
| 5.  | Natural Blonde                  | Von Arb, Storace, Maurer, Naegeli                             | 5:12  |
| 6.  | Doggy Style                     | Von Arb, Storace, Mark Kohler, Freddy Steady, Maurer, Naegeli | 4:02  |
| 7.  | Talking Like a Shotgun          | Von Arb, Storace, Kohler, Steady, Maurer, Naegeli             | 4:05  |
| 8.  | Soul to Soul                    | Von Arb, Storace, Kolher, Maurer, Naegeli                     | 4:54  |
| 9.  | Stop the World                  | Von Arb, Naegeli                                              | 5:13  |
| 10. | You Ain't Got the Guts to Do It | Von Arb, Storace, Kolher, Maurer, Naegeli                     | 3:04  |
| 11. | Wagon Gone                      | Storace, Kohler, Maurer, Naegeli                              | 5:01  |
| 12. | Stormy Nights                   | Von Arb, Storace, Kohler, Steady, Maurer                      | 5:11  |

## Musiciens
Krokus
- Marc Storace: chant
- Fernando Von Arb: guitare lead et rythmique
- Mark Kohler: guitare rythmique
- Freddy Steady: batterie, percussions
- Many Maurer: basse

Musiciens additionnels
- Andy Portmann, Chris Egger, Tony Castell: chœurs

## Charts et certifications
| Pays   | Durée du classement | Meilleur classement |
| ------ | ------------------- | ------------------- |
| Suisse | 15 semaines         | 5e                  |

| Pays   | Certification | Ventes   | Date      |
| ------ | ------------- | -------- | --------- |
| Suisse | Or            | 25 000 + | juin 1995 |